# Источноевропске шумо-степе
Источноевропске шумо-степе су екорегион у оквиру биома широколисних и мешовитих шума умерених предела, распрострањене у Бугарској, Румунији, Молдавији, Украјини и Русији. Површина екорегиона је око 727 200 km². Овај екорегион се сматра критично угроженим, због интензивног антропогеног утицаја на његове природне екосистеме.
Основна вегетацијска карактеристика су шумо-степе, које граде субконтиненталне ливадске степе и сува травната вегетација, помешана са источноевропским низијским храстовим шумама.

## Галерија
- Предео шумостепе у Украјини
- Делиблатска пешчара са жбуновима глога
- Величанствена птица пустара велика дропља
- Ливада покривена патуљастим бадемом
- Детаљ типичне низијске храстове шуме (Convallario-Quercetum roboris)
- Степа са шумом, у околини Волгограда у Русији
- Падине са шумостепом у Молдавији
- Дивље овце у степској зони Казакстана